# Admontit
Admontit ist ein sehr selten vorkommendes Mineral aus der Mineralklasse der „Borate“ mit der chemischen Zusammensetzung MgB6O10·7H2O oder in der kristallchemischen Strukturformelschreibweise nach Strunz Mg[B6O10]·7H2O. Admontit ist damit chemisch gesehen ein wasserhaltiges Magnesium-Borat.
Admontit kristallisiert im monoklinen Kristallsystem und entwickelt nur wenig ausgeprägte oder korrodierte Kristalle bis etwa einem Millimeter Größe, die entlang der c-Achse gestreckt sind. Die Kristalle sind im Allgemeinen farblos und durchsichtig mit einem glasähnlichen Glanz auf den Oberflächen. Durch vielfache Lichtbrechung aufgrund von Gitterfehlern oder polykristalliner Ausbildung können diese auch weiß erscheinen
Mit einer Mohshärte von 2 bis 3 gehört Admontit zu den weichen Mineralen, die sich ähnlich wie die Referenzminerale Gips (2) und Calcit (3) entweder noch mit dem Fingernagel oder mit einer Kupfermünze ritzen lassen.

## Etymologie und Geschichte
Admontit wurde zusammen mit drei weiteren neu entdeckten, borhaltigen Mineralen erstmals im Tagebau „Schildmauer“, einer bis 1980 abgebauten Gips- und Anhydrit-Lagerstätte bei Admont im österreichischen Bundesland Steiermark entdeckt. Bereits 1976 wurden die Minerale durch Kurt Walenta kurz beschrieben, allerdings ohne diese zu benennen, da aufgrund der schwierigen chemischen Analyse noch nicht alle notwendigen Daten für eine vollständige Beschreibung vorlagen.
Nachdem die chemische Zusammensetzung von Admontit geklärt werden konnte, reichte Walenta seine Untersuchungsergebnisse und den nach dessen Typlokalität gewählten Namen 1978 zur Prüfung bei der International Mineralogical Association (IMA) ein (interne Eingangs-Nr. der IMA: 1978-012). Nach Anerkennung als eigenständige Mineralart erfolgte die Publikation der Erstbeschreibung im Folgejahr im Fachmagazin Tschermaks Mineralogische und Petrographische Mitteilungen (TMPM).

## Klassifikation
Da der Admontit erst 1978 als eigenständiges Mineral anerkannt wurde, ist er in der seit 1977 veralteten 8. Auflage der Mineralsystematik nach Strunz noch nicht verzeichnet. Einzig im Lapis-Mineralienverzeichnis nach Stefan Weiß, das sich aus Rücksicht auf private Sammler und institutionelle Sammlungen noch nach dieser alten Form der Systematik von Karl Hugo Strunz richtet, erhielt das Mineral die System- und Mineral-Nr. V/H.17-10. In der „Lapis-Systematik“ entspricht dies der Klasse der „Nitrate, Carbonate und Borate“ und dort der Abteilung „Gruppenborate“, wo Admontit zusammen mit Aksait, Mcallisterit und Rivadavit eine eigenständige, aber unbenannte Gruppe bildet (Stand 2018).
Die seit 2001 gültige und von der International Mineralogical Association (IMA) bis 2009 aktualisierte 9. Auflage der Strunz’schen Mineralsystematik ordnet den Admontit in die hier eigenständige Klasse der „Borate“ und dort in die Abteilung der „Hexaborate“ ein. Diese ist weiter unterteilt nach der Kristallstruktur des Boratkomplexes, so dass das Mineral entsprechend seinem Aufbau in der Unterabteilung „Insel-Hexaborate (Neso-Hexaborate)“ zu finden ist, wo es als einziges Mitglied die unbenannte Gruppe 6.FA.15 bildet.
Die vorwiegend im englischen Sprachraum gebräuchliche Systematik der Minerale nach Dana ordnet den Admontit wie die Lapis-Systematik in die gemeinsame Klasse der „Carbonate, Nitrate und Borate“, dort allerdings in die bereits feiner unterteilte Abteilung und gleichnamige Unterabteilung der „Wasserhaltigen Borate mit Hydroxyl oder Halogen“ ein. Hier ist er als einziges Mitglied in der unbenannten Gruppe 26.06.03 zu finden.

## Chemismus
Die idealisierte (theoretische) Zusammensetzung von Admontit (MgB6O10·7H2O) besteht aus 6,48 % Magnesium (Mg), 17,28 % Bor (B), 72,48 % Sauerstoff (O) und 3,76 % Wasserstoff (H).

## Kristallstruktur
Admontit kristallisiert monoklin in der Raumgruppe P21/c (Raumgruppen-Nr. 14) mit den Gitterparametern a = 12,66 Å; b = 10,09 Å; c = 11,32 Å und β = 109,6° sowie 4 Formeleinheiten pro Elementarzelle.
Die Kristallstruktur von Admontit besteht aus drei dreigliedrigen B[3]B2[4]-Ringen, die über ein zentrales Sauerstoffatom miteinander verbunden sind. Jeweils 6-fach koordinierte Magnesiumatome verknüpfen diese strukturellen Einheiten zu Ketten parallel der c-Achse.

## Eigenschaften
Im Wasser zersetzt sich Admontit langsam. Beim Erhitzen verliert er einen Teil seines Kristallwassers bereits unter 100 °C, den Rest zwischen 150 und 350 °C.

## Bildung und Fundorte
Admontit bildet sich in Gips-Lagerstätten und ist dort entsprechend mit diesem in Paragenese zu finden. Weitere Begleitminerale sind unter anderem Anhydrit, Eugsterit, Hexahydrit, Löweit, Pyrit und Quarz.
Bisher (Stand: 2020) konnte das Mineral nur an seiner Typlokalität Schildmauer bei Admont in Österreich nachgewiesen werden.